# ポントス人
ポントス人(ギリシア語: Πόντιοι、トルコ語: Pontus Rumları、ロシア語: Понтийцы)は、アナトリア半島（現トルコ）北東部の黒海沿岸地域ポントス地方に歴史的に居住し、ギリシャ語のポントス方言を母語とする正教会信徒（ギリシャ人）である。ポントスはギリシャ語で「海」を意味し、ポントス地方はハリュス川（現在のクズルウルマク川）以東の黒海沿岸地方を指す。歴史的な中心都市はトレビゾンド（現在のトラブゾン）である。

## 概要

ポントス人の旗

ギリシャ人がアナトリアの黒海地方に来住した時代は紀元前の古代ギリシア期まで遡り、その歴史は古い。キリスト教が伝えられて以来、東ローマ帝国（ビザンツ帝国）の支配下でキリスト教文化が栄え、13世紀には東ローマ帝国の亡命政権であるトレビゾンド帝国が起こって周辺のムスリム（イスラム教徒）からの自立を保った。
15世紀にトレビゾンド帝国がオスマン帝国に滅ぼされると他のギリシャ人居住地域の大部分と同じく異教徒による支配を受けるようになった。ポントスの東方正教徒は20世紀初頭までムスリムやアルメニア正教徒と混じりあって居住していたが、19世紀以降、ギリシャの独立に触発されて一部のポントス人はギリシャ民族運動を開始した。
第一次世界大戦中、オスマン帝国領の黒海沿岸を占領したロシアがロシア革命により混乱したのをきっかけに、ポントス共和国の建設が目指された。しかし、もともとこの地域でポントス人は人口的に多数派ではなかったため十分な勢力を築くことができず、アンカラのトルコ大国民議会政府（トルコ革命政権）の中央軍 (Central Army)に攻撃されると敗北して、一部の人々はソビエト連邦領に逃れた。一方、同じ時期にアナトリア半島西南部のエーゲ海沿岸地方で戦っていたギリシャとトルコが休戦後に住民交換協定を結んだことによりトルコ領内に残った東方正教徒の人々は、ギリシャ人としてギリシャに追放された。1965年の時点で、トラブゾン、リゼ、ギュムシュハーネなどの各県に合計4,535人のギリシア語ポントス方言話者が記録されている。

## 著名人
- イリアス・イリアディス - アテネオリンピック柔道男子81kg級金メダル。19世紀末グルジアへ移住したポントス人を祖先に持ち、グルジアからギリシャに帰化した経歴を持つ。
- ウラジーミル・カイシェフ - カラチャイ・チェルケス共和国首長。スタヴロポリ地方出身。

## 文化的影響
- イェシム・ウスタオール「雲が出るまで」（2003年サンダンス・NHK国際映像作家賞受賞作）
- 「Araf（天と地の間のどこか）」（2012年東京国際映画祭参加）
- ムハンメット・チャクラル監督「ツバメの喉が渇くとき」（2014年東京国際映画祭参加）